# Konrad Tom
Konrad Adam Tom, pseudonim Konrad Runowiecki, „Tim-Tom” (ur. 9 kwietnia 1885 w Warszawie, zm. 9 sierpnia 1957 w Los Angeles) – polski scenarzysta, piosenkarz, reżyser filmowy, aktor kina polskiego oraz żydowskiego (w Polsce i na emigracji), autor tekstów kabaretowych (w tym m.in. szmoncesu „Sęk”) i słów wielu piosenek. Jego żoną była aktorka Zula Pogorzelska.

## Życiorys
Był synem właściciela składu towarów galanteryjnych Abrama (Abrahama Bera, Adama) Toma i Szury (Salomei) z Goldbergów. Ukończył Szkołę Handlową Zgromadzenia Kupców m. Warszawy. Żeby nie drażnić zniesmaczonej rodziny, zmienił nazwisko na Runowiecki, gdy w 1909 roku wstąpił do Szkoły Aplikacyjnej w Warszawie. W latach 1909–1914 w Łodzi współpracował jako dziennikarz z „Nowym Kurierem Łódzkim”, redagował „Tygodnik śmiechu”. Działał, pisząc teksty i występując jako aktor w teatrach i kabaretach warszawskich: Momus (1909–1911), Teatr Komedia (1914/1915), Teatr Nowoczesny, Kabaret „Chochoł”, w ogrodzie Bagatela (1915/1916), Teatr „Czarny Kot” (1917/1918), Teatr „Miraż” (1915/1916 i 1918/1919), Teatrzyk Qui Pro Quo (1919–1923) i (1928–1931), kierownik Teatrzyku „Stańczyk” (1923/1924), kierownik kabaretu „Perskie Oko” (1925–1927), Teatr Nowości (1927/1928), Teatr Banda (1931–1933). W latach 1933–1939 w teatrach Rex, Cyganeria, Stara Banda, Hollywood, Cyrulik Warszawski, 13 rzędów, Wielka Rewia, Operetka przy Karowej. 4 maja 1938 r. w sali Filharmonii obchodził trzydziestopięciolecie pracy artystycznej.
Był autorem librett operetkowych i wodewilowych. Od 1916 roku reżyserował, występował w filmach i pisał scenariusze. Występował także w radiowych słuchowiskach.
Po wybuchu II wojny światowej znalazł się we Lwowie, gdzie od grudnia 1939 roku był kierownikiem, reżyserem i aktorem polskiego Lwowskiego Państwowego Teatru Miniatur. Od zimy 1941 występował w zespole przy Armii Polskiej w ZSRR, z którą w 1942 roku wyruszył na Bliski Wschód, do Iranu, Iraku, Syrii, Palestyny, Egiptu i Włoch, występując dla jednostek frontowych. We Włoszech w 1946 roku napisał scenariusz do filmu Wielka droga. Po wojnie zamieszkał w Stanach Zjednoczonych. W 1956 roku odniósł ciężkie obrażenia w wypadku samochodowym. Rok później zmarł na raka w Los Angeles. Został pochowany na cmentarzu Hillside Memorial Park w Culver City w Kalifornii.
„Był jedną z najbardziej znanych postaci polskiego kabaretu w okresie międzywojennym, przede wszystkim ze względu na swoją wszechstronną działalność w tej dziedzinie. Przystojny, elegancki, nawet wytworny, był dobrym piosenkarzem, aktorem (przede wszystkim wykonawcą skeczów, w których odtwarzał role elegantów i typy żydowskie), także dowcipnym, inteligentnym konferansjerem”.

## Życie prywatne
Od 1922 był żonaty z aktorką Zulą Pogorzelską, aż do jej przedwczesnej śmierci w 1936. Ufundował jej piękny nagrobek na cmentarzu Powązkowskim w Warszawie.

## Filmografia

### Scenarzysta
- 1925: Rywale
- 1935: Antek policmajster (razem z Emanuelem Szlechterem)
- 1935: Czy Lucyna to dziewczyna? (razem z Emanuelem Schlechterem)
- 1935: Manewry miłosne
- 1936: Ada! To nie wypada!
- 1936: Judeł gra na skrzypcach (autor pierwowzoru – noweli; scenariusz Józef Green)
- 1937: Książątko
- 1938: Mamełe (Jidysz)
- 1939: Włóczęgi
- 1946: Wielka droga (na emigracji)

### Aktor
- 1918: Rozporek i Ska – Daniel Kokiet
- 1920: Konsul Pomeranc – reżyseria
- 1932: Sto metrów miłości – Moniek vel Mieszek Oszczep-Sardinenfisz
- 1933: Jego ekscelencja subiekt – Porecki
- 1933: Zabawka – dyrektor kabaretu
- 1933: Romeo i Julcia – profesor Moniek Platfus
- 1934: Co mój mąż robi w nocy… – detektyw
- 1934: Kocha, lubi, szanuje – reżyser
- 1935: ABC miłości – lowelas
- 1935: Antek policmajster – oficer żandarmerii
- 1935: Wacuś – dyrektor szkoły kosmetycznej
- 1937: Pani minister tańczy – dyrektor dancingu
- 1937: Parada Warszawy
- 1946: Wielka droga – Franciszek, kelner we lwowskiej kawiarnii (nie występuje w napisach)

### Reżyser
- 1920: Konsul Pomeranc
- 1936: Ada! To nie wypada!
- 1936: Mały marynarz
- 1937: Parada Warszawy
- 1938: Zapomniana melodia
- 1939: Szatan z siódmej klasy – film nieukończony
- 1939: Iwonka – film planowany
- 1939: Kwiaciarka – film planowany

## Spektakle teatralne

### Scenarzysta
- Jak bal, to bal
- To ja
- Madame Lulu
- W biurze firmy Ersatz
- Pipman szaleje (współautor)
- Kobieta nr 5012 (współautor, wraz z Emanuelem Schlechterem)
- W Starej Bandzie diabeł pali (program kabaretowy)

### Aktor
- 1915 – Wesoły pasażer teatr „Żywa Mucha”
- 1918 – Hrabia Luxemburg
- 1919 – O pierrotach, pierrotce, kominiarzu i cnotce, Qui Pro Quo
- 1919 – Faust w Raciążu, Qui Pro Quo
- 1920 – Cyrkówka, Qui Pro Quo
- 1922 – Faworyt, Qui Pro Quo
- 1922 – Pikuś contra Sherlock Holmes, Qui Pro Quo
- 1925 – 7 krów tłustych, Qui Pro Quo
- 1927 – Szopka nad szopkami, „Perskie Oko”
- 1927 – 8 grzechów głównych, „Perskie Oko”
- 1927 – Hallo, Nowości, Teatr Nowości
- 1928 – Józef i Putyfara, Qui Pro Quo
- 1928 – Jubileusz Qui Pro Quo, Qui Pro Quo
- 1930 – Maj za pasem, Qui Pro Quo
- 1930 – Budżet wiosenny, Qui Pro Quo
- 1931 – Ta Banda pięknie gra, „Banda”
- 1932 – Wiosna bandytów, „Banda”
- 1933 – Piękna Galatea, „Banda”
- 1933 – Zjazd gwiazd, „Rex”
- 1933 – Syrena na wędce, „Cyganeria”
- 1935 – Mycie głowy, „Cyrulik Warszawski”
- 1936 – Duby smalone, „Teatr 13 rzędów”
- 1937 – Czar walca, „Wielka Rewia”
- 1937 – Co wolno wojewodzie, „Teatr 13 rzędów”

## Piosenki
- Kocha, lubi, szanuje (wraz z Emanuelem Szlechterem) – Mieczysław Fogg
- Nic o tobie nie wiem (wraz z Emanuelem Szlechterem)
- Dlaczego właśnie dziś w filmie Dwie Joasie
- O’key (wraz z Emanuelem Szlechterem) w filmie Czy Lucyna to dziewczyna? – Eugeniusz Bodo
- Złociste włoski, Tyle miłości – Eugeniusz Bodo w filmie Jego ekscelencja subiekt
- Bądźmy szczerzy
- Jak się nie ma, co się lubi, to się lubi, co się ma